# Daler Kuziàiev
Daler Kuziàiev (en rus: Далер Адьямович Кузяев; 15 de gener de 1993) és un jugador de futbol rus d'ascendència tàtar i tadjik que actualment juga pel FK Zenit Sant Petersburg. Juga com a centrecampista central o centrecampista dret.

## Carrera en equips

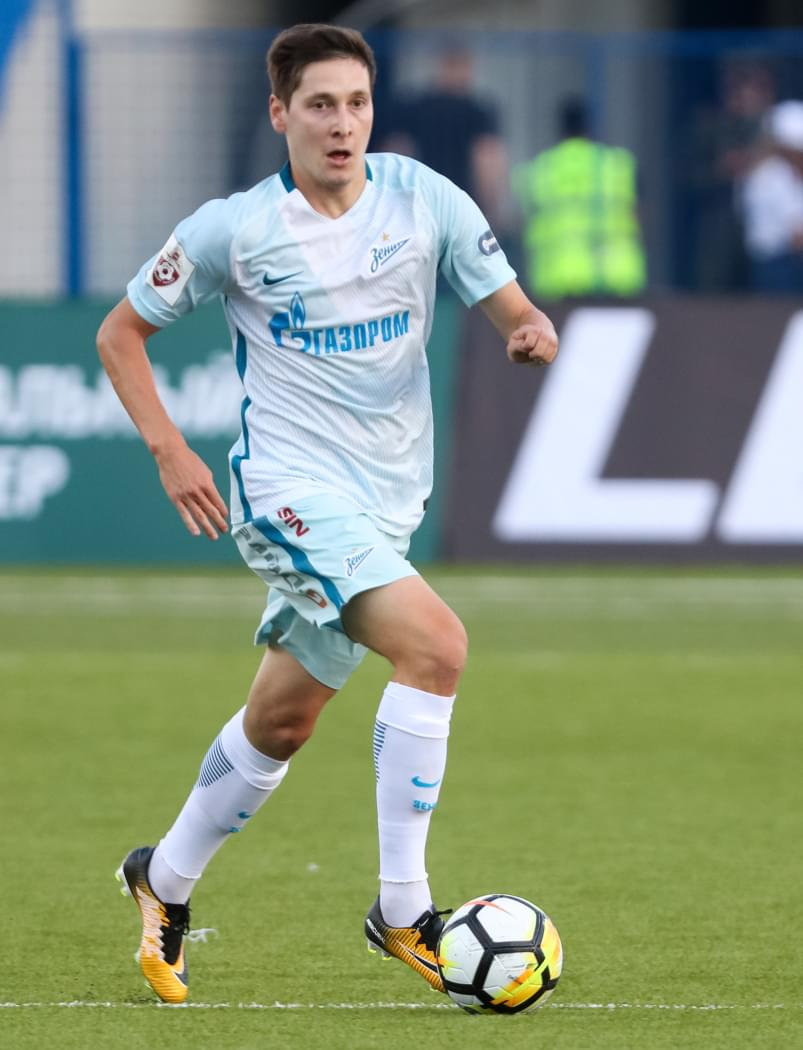
Kuziàiev jugant pel Zenit el 2017.

Va debutar a la segona divisió russa pel FK Karelia Petrozavodsk el 23 de juliol de 2012 en un partit contra el FK Spartak Kostroma.
Va debutar a la primera divisió russa pel FK Terek Grozny el 15 de maig de 2014 en un partit contra el FK Rubin Kazan.
El 14 de juny de 2017 va signar un contracte de tres anys amb el FK Zenit Sant Petersburg. En el seu debut el 16 de juliol de 2017, va marcar el primer gol de la seva carrera professional, obrint el marcador en un partit contra el FK SKA-Khabarovsk set minuts després d'entrar al terreny de joc com a substitut de la mitja part.

## Carrera internacional
Va debutar per la selecció de futbol russa el 7 d'octubre de 2017 en un amistós contra Corea del Sud.
L'11 de maig de 2018 va ser inclòs a l'equip ampliat de la Copa del Món de Futbol de 2018 rus. El 3 de juny de 2018 va ser inclòs a l'equip final. Mentre que els tàtars ja havien representat Rússia al llarg de la història, també ha fet història convertint-se en el primer tadjik en jugar a la Copa del Món de futbol.

## Estadístiques de la carrera

### Equip
Actualitzat el 13 de maig de 2018.
| Equip                      | Temporada           | Lliga                  | Lliga   | Lliga | Copa    | Copa | Continental | Continental | Total   | Total |
| Equip                      | Temporada           | Divisió                | Partits | Gols  | Partits | Gols | Partits     | Gols        | Partits | Gols  |
| -------------------------- | ------------------- | ---------------------- | ------- | ----- | ------- | ---- | ----------- | ----------- | ------- | ----- |
| FK Karelia Petrozavodsk    | 2012–13             | PFL                    | 22      | 0     | 1       | 0    | –           | –           | 23      | 0     |
| FK Neftekhimik Nizhnekamsk | 2013–14             | FNL                    | 15      | 0     | 1       | 0    | –           | –           | 16      | 0     |
| FK Terek Grozny            | 2013–14             | Russian Premier League | 1       | 0     | 0       | 0    | –           | –           | 1       | 0     |
| FK Terek Grozny            | 2014–15             | Russian Premier League | 21      | 0     | 1       | 0    | –           | –           | 22      | 0     |
| FK Terek Grozny            | 2015–16             | Russian Premier League | 21      | 0     | 3       | 0    | –           | –           | 24      | 0     |
| FK Terek Grozny            | 2016–17             | Russian Premier League | 27      | 0     | 1       | 0    | –           | –           | 28      | 0     |
| FK Terek Grozny            | Total               | Total                  | 70      | 0     | 5       | 0    | 0           | 0           | 75      | 0     |
| FK Zenit Sant Petersburg   | 2017–18             | Russian Premier League | 26      | 6     | 1       | 0    | 9           | 1           | 36      | 7     |
| Total de la carrera        | Total de la carrera | Total de la carrera    | 133     | 6     | 8       | 0    | 9           | 1           | 150     | 7     |

### Internacional
Actualitzat l'1 de juliol de 2018.
| Rússia | Rússia  | Rússia |
| Any    | Partits | Gols   |
| ------ | ------- | ------ |
| 2017   | 4       | 0      |
| 2018   | 6       | 0      |
| Total  | 10      | 0      |

## Vida personal
És el germà petit de Ruslan Kuziàiev i fill d'Adiam Kuziàiev. El seu avi Kabir Kuziàiev va jugar a la primera divisió soviètica pel FC Pamir Dushanbe els anys seixanta.